# لورينت روبوتشي
لورينت روبوتشي (5 أكتوبر 1935

 في نيس) (بالفرنسية: Laurent Robuschi)‏ لاعب كرة قدم فرنسي معتزل كان يجيد اللعب في مركز المهاجم .
لعب روبوتشي في أندية أسبت نيس (1953-1954) موناكو (1954-1956) كان (1956-1959) بوردو (1959-1967) مرسيليا (1967-1968) .
شارك روبوتشي مع منتخب فرنسا في 5 مباريات دولية في الفترة من 1962 إلى 1966 . تم استدعائه للمشاركة في بطولة كأس العالم لكرة القدم 1966 التي أقيمت في إنجلترا ولكنه لم يشارك في أي من المباريات الثلاث أمام منتخبات المكسيك ، الأوروغواي ، وإنجلترا .

## روابط خارجية
- لورينت روبوتشي على موقع قاعدة بيانات كرة القدم.إي يو (الإنجليزية)
- لورينت روبوتشي على موقع ناشيونال فوتبول تيمز (الإنجليزية)
- لورينت روبوتشي على موقع Soccerway.com (الإنجليزية)